# Готланд (лёгкий крейсер)
«Готланд» — лёгкий крейсер шведского флота. Построен в единственном экземпляре. Оригинальный корабль — носитель гидросамолётов.

## История создания
К идее создания специализированного авианесущего корабля руководство шведского флота пришло после проведения морских манёвров 1925 г. Первым шагом в этом направлении — стала перестройка в авиатранспорт старого броненосца береговой обороны «Dristigheten». Одновременно с этим началось проектирование авианесущего крейсера, согласно первым проработкам — 4500-т корабля с 27-уз. ходом, вооружённого шестью 152-мм одноорудийными установками и несущего 12 гидросамолётов, для хранения которых предусматривался ангар. В январе 1927 г. требования Морского совета несколько изменились в сторону «универсализации» нового корабля — теперь 152-мм орудия необходимо было разместить в двухорудийных башнях, усилить средства ПВО и найти место для установки 2x3 533-мм ТА. В компенсацию новых требований допускалось отказаться от ангара и хранить самолёты открыто на палубе. В проект внесли изменения, после чего водоизмещение возросло до 4800 т.
Заказ на постройку «Gotland» выдали 7.6.1930.

## Конструкция
Универсальное назначение корабля наложило отпечаток на его внешний вид: кормовая треть корпуса отводилась под авиационное вооружение — платформу для хранения гидросамолётов, поднятую над верхней палубой, поворотную катапульту (первоначально предполагали установить две, но в конечном итоге ограничились одной) и кран для подъёма машин с воды. Кран помещался в самой корме, а катапульта — ближе к средней части корпуса, непосредственно за кормовой башней ГК. Для транспортировки самолётов от крана к катапульте по платформе проложили специальные рельсовые пути. Штатный состав авиагруппы по проекту насчитывал 12 единиц, но к моменту готовности крейсера его сократили до восьми, а фактически на борту никогда не находилось больше шести.
Под навесной авиационной платформой по верхней палубе проходили рельсы, на которых, в зависимости от типа, могло находиться до 100 мин.
Артиллерийское и торпедное вооружение было сконцентрировано в средней части корпуса. Число двухорудийных 152-мм башенных установок, по сравнению с первоначальным проектом, сократили с трёх до двух — в основном по финансовым соображениям, поскольку в этом случае возрастала длина корпуса и, как следствие, его цена. Чтобы сохранить общее число стволов ГК, на «Gotland» вернулись к архаичному казематному расположению артиллерии — 152-мм орудия из ликвидированной третьей башни переместились в казематы, оборудованные по бокам носовой надстройки. Эти орудия имели в два раза меньший угол возвышения, по сравнению с башенными (30° против 60°), и, естественно, меньшую дальность стрельбы.
В средней же части корпуса находились и трёхтрубные ТА (в районе второй дымовой трубы).
ЭУ «Gotland» была по возможности унифицирована с принятой на ЭМ типа «Goteborg», главное отличие заключалось в увеличенном до четырёх числе ПК и, соответственно, большей паропроизводительности. МО и КО располагались эшелонно, при этом из-за сильно сдвинутой в нос кормовой 152-мм башни (на что пришлось пойти для более удобного размещения авиационного оборудования) её погреба оказались зажаты между КО № 2 и МО № 2. Следствием стала чрезвычайно большая разница длины валопроводов правого и левого бортов.
Ограниченные размеры «Gotland» и обширная номенклатура вооружения не позволили обеспечить кораблю сколько-нибудь серьёзного бронирования; пришлось ограничиться противоосколочным — толщина брони нигде не превышала 25 мм.

## Служба
В 1937—1938 годах на крыше носовой башни главного калибра оборудовали платформу со спаренным 25-мм автоматом.
К 1943 году гидросамолёты Хоукер «Оспри», поставленные ещё в 1934—1935 годах, потеряли всякое боевое значение. Любая их замена потребовала бы существенной переделки катапульты и прочего авиационного оборудования из-за возросшего веса новых гидросамолётов. С учётом этого, а также возросших возможностей береговой авиации с «Gotland» решено было демонтировать все авиационное вооружение, одновременно усилив его ПВО. Для этого в освободившейся кормовой части корпуса расположили четыре спаренных 40-мм «бофорса» и два спаренных 20-мм автомата. Модернизация закончилась в апреле 1944 года.
Наиболее заметным событием, связанным с «Gotland» в годы войны, стало обнаружение им в мае 1941 года выходящего в Атлантику германского линкора «Bismarck». Это сообщение, переданное шведским крейсером, положило начало одной из самых драматичных операций на море — охоте на «Bismarck».
Исключен из списков флота 1 июля 1960 года и 1 мая 1963 года продан на слом.